# العلاقات السورية المالية
العلاقات السورية المالية هي العلاقات الثنائية التي تجمع بين سوريا ومالي.

## مقارنة بين البلدين
هذه مقارنة عامة ومرجعية للدولتين:
| وجه المقارنة                                              | سوريا                    | مالي            |
| --------------------------------------------------------- | ------------------------ | --------------- |
| المساحة (كم2)                                             | 185.18 ألف               | 1.24 مليون      |
| عدد السكان (نسمة)                                         | 18.27 مليون              | 18.54 مليون     |
| الكثافة السكانية (ن./كم²)                                 | 98.66                    | 14.95           |
| العاصمة                                                   | دمشق                     | باماكو          |
| اللغة الرسمية                                             | اللغة العربية            | اللغة الفرنسية  |
| العملة                                                    | ليرة سورية               | فرنك غرب أفريقي |
| الناتج المحلي الإجمالي (بليون دولار)                      | 60.20 مليار              | 15.29 مليار     |
| الناتج المحلي الإجمالي (تعادل القوة الشرائية) بليون دولار |                          | 35.69 مليار     |
| الناتج المحلي الإجمالي الاسمي للفرد دولار أمريكي          |                          | 724             |
| الناتج المحلي الإجمالي للفرد دولار أمريكي                 |                          | 1.60 ألف        |
| مؤشر التنمية البشرية                                      | 0.594                    | 0.419           |
| رمز المكالمات الدولي                                      | +963                     | +223            |
| رمز الإنترنت                                              | .sy                      | .ml             |
| المنطقة الزمنية                                           | ت ع م+02:00، ت ع م+03:00 | 00              |

## منظمات دولية مشتركة
يشترك البلدان في عضوية مجموعة من المنظمات الدولية، منها:
| علم المنظمة | اسم المنظمة                               | تاريخ انضمام سوريا | تاريخ انضمام مالي |
| ----------- | ----------------------------------------- | ------------------ | ----------------- |
|             | مؤسسة التنمية الدولية                     | 28 يونيو 1962      | 27 سبتمبر 1963    |
|             | الأمم المتحدة                             | 24 أكتوبر 1945     | 28 سبتمبر 1960    |
|             | منظمة التعاون الإسلامي                    | 1972               | ?                 |
|             | منظمة الشرطة الجنائية الدولية             | ?                  | ?                 |
|             | المركز الدولي لتسوية المنازعات الاستشارية | 24 فبراير 2006     | 2 فبراير 1978     |
|             | الاتحاد الدولي للاتصالات                  | 12 يناير 1924      | 21 أكتوبر 1960    |
|             | البنك الدولي للإنشاء والتعمير             | 10 أبريل 1947      | 27 سبتمبر 1963    |
|             | الاتحاد البريدي العالمي                   | ?                  | ?                 |
|             | منظمة حظر الأسلحة الكيميائية              | ?                  | ?                 |
|             | مؤسسة التمويل الدولية                     | 28 يونيو 1962      | 9 مايو 1978       |
|             | وكالة ضمان الاستثمار متعدد الأطراف        | 14 مايو 2002       | 22 أكتوبر 1992    |
|             | يونسكو                                    | 16 نوفمبر 1946     | 7 نوفمبر 1960     |